# Nova Veneza (Goiás)
Nova Veneza est une municipalité brésilienne de l'État de Goiás et la microrégion d'Anápolis.